# 小林楠扶
小林 楠扶（こばやし くすお、1930年 - 1990年1月11日）は、日本のヤクザ、右翼活動家。暴力団・住吉連合会（後の住吉会）本部長、住吉一家 小林会初代会長、右翼団体・日本青年社初代会長。 帝京商業学校（後の帝京大学中学校高等学校）卒業。

## 略歴
昭和36年（1961年）10月13日、東京都大田区雪谷で、右翼団体「楠皇道隊」を結成した。 
同年、楠皇道隊本部を東京都中央区銀座7-2-2に移した。「銀座の黒豹」の異名をとった。。
昭和44年（1969年）3月18日、楠皇道隊を発展的に解消させ、「日本青年社」を結成し、初代会長に就任した。 同日、明治神宮で、290名が参加して、結成式を行い、その後、ホテルニューオータニの芙蓉の間で結成披露宴を開催した。 
平成2年（1990年）1月11日、死去した。

## 人物・エピソード
- 安藤組大幹部・花田瑛一とは、帝京商業学校（後の帝京大学中学校高等学校）時代から親友だった[1]。

## 関連人物
- 久保正雄